# 시로이시구
시로이시구(일본어: 白石区 시로이시쿠[*])는 일본 홋카이도 삿포로시의 동부에 있는 구이다.

## 지리
삿포로시 동부에 위치하고, 구역은 서쪽의 도요히라강과 동쪽의 아쓰베쓰강에 끼어 있다. 삼각형을 닮은 형태를 하고 있고, 북쪽은 옛 도요히라강을 경계로 에베쓰시, 북서쪽은 도요히라강을 경계로 히가시구와 주오구, 남서쪽은 도요히라구와 기요타구, 동쪽 끝은 아쓰베쓰강을 경계로 하고 아쓰베쓰구와 접한다. 구역 전체가 이사카리 평야 안에 있지만 북부는 지반이 나쁜 이탄지가 많기 때문에 중심부는 남쪽으로 치우쳐 있다. 중부에 하코다테 본선, 지토세선이 달린다. 남부에는 동서로 삿포로 시영 지하철 도자이선이 달린다.

### 인접한 자치체
- 삿포로시
  - 주오구, 히가시구, 도요히라구, 아쓰베쓰구, 기요타구
- 에베쓰시

## 역사
지명의 유래는 센다이번 시로이시령(현 미야기현 시로이시시) 가타쿠라씨의 일부가 이주한 것에서 유래한다.
- 1902년 - 삿포로군 가미시로이시촌, 시로이시촌이 합병해 시로이시촌이 되었다.
- 1910년 - 가미시로이시촌의 일부가 삿포로구에 합병되어 삿포로구 시로이시정이 되었다.
- 1950년 - 시로이시촌이 삿포로시와 합병했다.
- 1972년 - 삿포로시가 정령지정도시가 되면서 시로이시구가 탄생했다.
- 1989년 - 아쓰베쓰구가 분리되었다.

## 인구
|                     |           |  |
| 1975년（쇼와50년）  | 195,644명 |  |
| 1980년（쇼와55년）  | 228,061명 |  |
| 1985년（쇼와60년）  | 263,938명 |  |
| 1990년（헤세2년）   | 188,043명 |  |
| 1995년（헤세7년）   | 192,102명 |  |
| 2000년（헤세12년）  | 197,223명 |  |
| 2005년（헤세17년）  | 201,307명 |  |
| 2010년（헤세22년）  | 204,259명 |  |
| 2015년（헤세27년）  | 209,584명 |  |
| 2020년（레이와2년） | 211,835명 |  |

|colspan="2" style="text-align:right"|일본 총무성 통계국 국세조사
|-

## 교통

### 공항
- 삿포로 비행장(오카다마 공항)

### 철도
- 홋카이도 여객철도
  - 하코다테 본선
  - 지토세선

- 삿포로시 교통국(삿포로 시영 지하철)
  - 도자이선

### 도로
- 삿손 자동차도
- 도오 자동차도
- 국도 12호선
- 국도 274호선
- 국도 제275호선 (일본)(일본어판)